# Pralatrexate
Le pralatrexate est un médicament utilisé dans le traitement de certains lymphomes T. Il est vendu sous le nom de marque Folotyn.

## Mode d'action
C'est un inhibiteur de la dihydrofolate réductase .

## Usage médical
Le pralatrexate est un médicament destiné au traitement du lymphome périphérique à cellules T. Il est utilisé lorsque les autres traitements ont échoué. Le médicament  est administré par injection dans une veine.

## Effets secondaires
Les effets secondaires de ce médicament  comprennent une inflammation de la bouche, une faible numération plaquettaire, des nausées ou de la fatigue. D’autres effets secondaires peuvent inclure des éruptions cutanées, un syndrome de lyse tumorale, des problèmes hépatiques ou une dépression de la moelle osseuse . L'utilisation de ce médicament pendant la grossesse peut nuire au fœtus. 

## Histoire
Le médicament  a été approuvé pour un usage médical aux États-Unis en 2009. Son approbation a été refusée en Europe en 2012 en raison de preuves insuffisantes de bénéfice. Aux États-Unis, 60 mg de médicament coûtent environ 18 000 dollars américains .